# Lasar Kaganovitj
Lasar Moisejevitj Kaganovitj (russisk: Ла́зарь Моисе́евич Кагано́вич, tr. Lásar Moiséjevitj Kaganóvitj; født 22. november 1893 i Kabane nordøstlige Ukraine; død 25. juli 1991 i Moskva, Den Russiske Føderation) var en sovjetisk politiker. Han fik tilnavnene "Lokomotivet" og "Jern-Lasar". Han var jødisk ateist og var yngste barn i en fattig familie. Han rekrutteredes til kommunistpartiet i 1911 af en bror og blev agitator i Ukraine. Kaganovitj var uddannet skomager.

## Karriere
Lenin så en leder i Kaganovitj. Han var hjernen bag partiets militarisering. I 1918, da han var 24 år, styrede han byen Nisjnij Novgorod med sit skrækregime. Efter at have været leder af personalekontoret i centralkomiteen, blev "Jern-Lasar" sendt til Centralasien for at styre det. Fra1924 til 1928 var han i Ukraine, hvor han fungerede som en slags vicekonge. Her bidrog han aktivt til tvangskollektiveringen af landbruget, der medførte stor hungersnød blandt landbefolkningen. Dødstallet er opgjort til mellem fem millioner og 14 millioner. Han støttede Stalins kandidatur som russisk leder under magtkampen efter Lenins død og blev en af Stalins mest betroede mænd under udrensningen i begyndelse af 1930'erne.
I 1928 kom han tilbage til Moskva, og i 1930 blev han fuldgyldigt medlem af politbureauet. Han siges at være den første sande stalinist, og det var Kaganovitj, der opfandt udtrykket: "Længe leve stalinismen". Selv Molotov sagde om ham, at han var "stalinist til to hundrede procent".
I begyndelse af 1930'erne blev han sendt til Nordkaukasus og Vestsibirien, hvor han nedkæmpede bonderevolten med stor grusomhed. Han fulgte Molotov som partichef i Moskva, hvor formålet var at skabe en heltedyrkelse af Stalin, hvilket havde til følge, at flere historiske bygninger blev sprængt bort for at vise Moskva som en bolsjevikisk metropol.
Kaganovitj ansås af flere ledende stalinister for at være en af de bedste talere. Han kunne virkelig fange publikum, har Molotov udtalt om ham.
Kaganovitj blev dog politisk udmanøvreret af Nikita Khrusjtjov i 1956 og førte siden hen en skjult tilværelse. Han døde den 25. juli 1991, lige før Sovjetunionen blev opløst.